# Kabatina mahoniae
Kabatina mahoniae är en svampart som beskrevs av A.W. Ramaley 1992. Kabatina mahoniae ingår i släktet Kabatina och familjen Dothioraceae.   Inga underarter finns listade i Catalogue of Life.